# تايجو ملك جوسون
الملك تايجو (태조) (ولد في 11 أكتوبر من عام 1335 , ومات في (24 مايو 1408) , حكم من عام 1392 إلى 1398) .
اسمه عند الولادة هو إي سونغ-گاي , ولكنه غيره إلى إي دان . كان المسؤول الأول في الإطاحة بمملكة غوريو حيث أسس مملكة جوسون في كوريا وأصبح أول ملك عليها . في عام 1398 قام الإمبراطور گوجونگ برفع مرتبته إلى إمبراطور . اسمه كان محمد
والده إي جا تشن كان مسؤولاً مغولياً بسيطاً , لكنه كان من العرق الكوري، وكذلك جده إي تشن . انضم إي سونغ-گاي لجيش مملكة غوريو , وأخذ يرتقي في المناصب حتى استولى على العرش في عام 1392 . في عام 1398 تنازل الملك تايجو عن العرش، ومات أثناء الصراع بين ابنيه الملك جونغجونغ, والملك تايجونگ في سنة 1408 . صحيح

تم

## السياق التاريخي للأحداث
أنشأ وانغ جيون مملكة غوريو عام 918 ولكن في أواخر القرن الرابع عشر تداعت المملكة، وانهارت مؤسسات الدولة بسبب سنوات من الحرب والاحتلال من قبل إمبراطورية المغول .
شرعية غوريو نفسها أصبحت أيضا قضية متنازع عليها بشكل متزايد داخل بلاط الملك، حيث لم تفشل الأسرة الحاكمة فقط في إدارة المملكة، ولكن أيضاً شوهت بسبب الزواج القسري بأفراد من أسرة يوان المغولية وتنافس فصائل (فروع) الأسرة الحاكمة على المملكة (والدة الملك وو كانت من عامة الشعب مما أدى إلى شائعات تقول بأنه ليس ابناً للملك گونگمِن .
داخل المملكة، كافح الأرستقراطيون والجنرالات وحتى رئيس الوزراء للحصول على التأإيد الملكي، وتنافسوا على السيطرة على المحكمة، مما أدى إلى انقسامات عميقة في الفصائل السياسية .
مع العدد المتزايد باستمرار من هجمات القراصنة اليابانإين، وحدوث معركة العمائم الحمراء الثانية , هؤلاء الذين حاولوا الإستيلاء على البلاط الملكي (وهما أرستقراطيو سنجن ومعارضيهم أرستقراطيو گوونمن , إضافة إلى الجنرالين البارعين، وهما الجنرال الموهوب إي سونغ-گاي ومنافسه تشوي يونگ .
مع ارتفاع نجم أسرة مينگ الصينية بقيادة الراهب السابق تشو يوانتشانغ المعروف باسم الإمبراطور هونگوو , أصبحت القوات المغولية أكثر ضعفاً .
بحلول عام 1350 استعادت مملكة غوريو استقلالها الكامل من الإمبراطورية المغولية المضمحلة، على الرغم من أن المتبقين من المغول احتلوا الأراضي الشمالية الشرقية فعلياً ووضعوا فيها حاميات مليئة بالجنود .

## الوظيفة العسكرية
في أواخر عام 1370 وبدايات عام 1380 اكتسب الجنرال إي سونغ-گاي قوته واحترامه عن طريق إخراج بقايا المغول من شبه الجزيرة، وأيضاً نجاحه في صد سلسلة من الهجمات المنظمة من قبل القراصنة اليابانيين . كما كان له الفضل في هزيمة العمائم الحمراء حينما قاموا بالتحرك في شبه الجزيرة الكورية كجزء من تمردهم على أسرة يوان . في أعقاب ارتفاع نجم أسرة مينگ بقيادة تشو يوانتشانگ انقسم البلاط الملكي إلى فصيلين متنافسين : مجموعة يتزعمها الجنرال إي (تدعم أسرة مينگ) , وأخرى بقيادة منافسه تشوي يونگ (تدعم أسرة يوان).
عندما وصل مرسول مينگ إلى غوريو في عام 1388 (في السنة الرابعة عشر من حكم الملك وو) للمطالبة بإعادة نسبة كبيرة من أراضي مملكة كوريو الشمالية، استغل الجنرال تشوي هذه الفرصة ولعب بمشاعرهم ثم نشب جدالاً ليتمكن من غزو جزيرة لياودونگ (بادعاء غوريو أنها الخلف لمملكة غوغوريو جعلها تضع استعادة أراضي منشوريا مبدأً أساسياً لسياستها الخارجية) . تم اختيار الجنرال إي لقيادة الغزو، ولكن بينما كان في جزيرة ويهوا عند نهر يالو اتخذ قراراً خطيراً , علمه بأنه مدعوم من قبل كبار مسؤولي الحكومة وعامة الناس، اتخذ قرار الثورة والعودة للعاصمة كايسيونج لضمان السيطرة على الحكومة .

## الثورة
وجه الجنرال إي قواته من نهر يالو إلى العاصمة مباشرة، واستطاع هزيمة القوات الموالية للملك (بقيادة الجنرال تشوي) , وخلع الملك قسراً لكنه لم يستولِ على العرش . بدلاً من ذلك نصب ابن الملك وو , الملك تشانگ على العرش . وعندما فشل الموالون للملك في إعادة الملك السابق، نفذ في كلا الملكين حكم الإعدام . أصبح الجنرال إي بلا منازع على العرش، وأخذ اسماً ملكياً بالقوة وهو (يو) , وقام بتنصيب الملك جونگيانگ. وبعد أن فرض سيطرته على البلاط الملكي من خلال دميته (الملك) , أخذ يتحالف مع أرستقراطإي سنجن من أمثال (جونگ دو جون) و(جو جن) . في عام 1392 (السنة الرابعة من حكم الملك جونگيانگ) قام الجنرال إي بخلع الملك، ونفاه إلى وونجو (حيث تم قتله وأسرته) , واعتلى العرش وبذلك تنتهي مملكة غوريو بعد 475 عاماً من الحكم .
أحد أكثر الأحداث تكرراً على نطاق واسع في أعقاب سقوط مملكة غوريو في عام 1392 , هي عندما قام إي بانغ وون بتنظيم حفل للعالم المشهور والشاعر والسياسي (جونگ مونگ-ج) والذي رفض رئاسة (إي) واستمر في كونه داعماً مخلصاً للمملكة القديمة، ومعارضاً لاستيلاء (إي) على العرش . كان (جونگ مونگ-ج) موقراً في جميع أنحاء غوريو حتى من قبل إي بانغ وون نفسه، لكنه كان عقَبة يجب التخلص منها في رأي أنصار المملكة الجديدة . ولذا بعد الحفل وفي طريق (جونگ) إلى منزله، تم قتله على جسر سونجك (선죽교 | 善竹橋) في گايسونگ . أصبح الجسر حالياً نصباً تذكارياً في كوريا الشمالية .

## فترة الحكم
أعلن (إي سونغ-گاي) إقامة مملكة جديدة في 1392 تحت اسم جوسون (على اسم مملكة جوسون القديمة قبل أربعة آلاف عام) وأعاد تسميتها «مملكة جوسون العظيمة» . وأول إنجازاته هي تحسين العلاقات مع الممالك الأخرى وخصوصاً الصين . وبعد ارتقائه على العرش، أرسل مبعوثين إلى البلاط الملكي لأسرة مينغ في نانجينغ، أن تغايراً في السلالة الملكية حدث .
تم استقبال مبعوثين من مملكة ريوكيو في الأعوام 1392 و 1394 و 1397 . كما أرسلت سيام مبعوثاً في 1393 . وفي عملية لتحسين العلاقات الخارجية للمملكة الجديدة، أُرْسِلَ مبعوثون إلى اليابان، للسعي في إعادة إقامة العلاقات مرة أخرى، ونجحت المهمة بالفعل . ورد الشوغون أشيكاغا يوشي-ميتسو بأنه أعجب بهذه السفارة الأولية .
تم تأسيس العاصمة (هانسونگ سيول) في عام 1394 . عندما ظهرت المملكة فعلياً للوجود، صعد الملك تايجو قضية خليفته، على الرغم من أن ابنه الخامس إي بانغ وون (من زوجته الأولى الملكة شين-وي) ساعده كثيراً في الوصول للسلطة، إلا أنه أضمر الكراهية لاثنين من حلفاء والده الرئيسين في البلاط وهما رئيس الوزراء جونگ دو-جون ونام ين .
أدرك كلٌ من الجانبين الكراهية الشديدة بينهما وشعروا بالتهديد دائماً . وعندما أصبح من الواضح أن إي بانگ وون سيخلف والده على العرش، استخدم (جونغ دو جون) تأثيره على الملك وأقنعه بأن القرار الحكيم سيكون باختيار أحب أبناء تايجو لنفسه، لا أفضلهم لقيادة الأمة .
في عام 1392 تم تعاين الابن الثامن للملك تايجو (الابن الثاني للملكة شيندوك) الأمير العظيم يويان (إي بانگ سوك) كأمير ملكي، وخليفة للعرش . وبينما انشغل الملك في الحداد على زوجته الثانية، تآمر (جونگ دو-جون) لقتل إي بانگ وون وإخوته كإجراء وقائي لتأمين منصبه في البلاط الملكي .
حالما علم إي بانگ وون بالأمر عام 1398 ثار وداهم القصر، مما أدى لمقتل (جونگ دو-جون) وأتباعه، وأبناء الملكة الراحلة شيندوك . عرفت هذه الحادثة باسم : صراع الأمراء الأول . ذعر الملك من استعداد أبنائه على قتل بعضهم البعض من أجل العرش، وأرهقته وفاة زوجته نفسياً , فقام فوراً بتتويج ابنه الثاني إي بانگ-گوا كحاكم جديد . وفي العام 1400 عيّن الملك جونغجونغ أخاه إي بانگ وون كوريث للعرش . وفي نفس السنة أصبح إي بانگ وون أخيراً الملك تايجونغ .

## نقل العاصمة وبناء القصر
بعد اختيار هانيانگ كعاصمة للمملكة، قام الملك بتركيز جهوده على بناء قصر جديد له ولحاشيته يعكس عظمة ومجد مملكته الجديدة . وبعد نقل العاصمة إلى هانيانغ أصر أنصار (جونغ دو جون) على بناء قصر يطل على مرتفعات بوك آن (북악) وهذا السبب في تشإيده أمام جبل بوك آك .
كان الملك حريصا بشكل خاص على تحقيق وتفعيل القيم والأفكار الكونفوشية الجديدة وعكسها بشكل واضح على الأرض من حوله، كل شيء في القصر كان قائماً على الفكر الكونفشيوسي وليس البوذي إذ أن مملكة جوسون كانت مملكة كونفشيوسية . عند الانتهاء من تشإيد القصر لم تكن مساحته إلا 390 (كان) وكان القصر يعكس إرادة الملك في أن يفهم حياة رعاياه ويعيش مثلهم ويحيا حياة بسيطة . وصفت هذه الأفكار (الحياة البسيطة والتقشف) في الدستور الأول لمملكة جوسون (조선경국전) . افتتحت بوابة كوانغ هوامون كبوابة رئيسية للقصر عام 1395 .
مجد وقوة وعظمة قصر كيونغ بوك نمت بشكل خاص إبان عهد كل من (الملك تايجو) والملك جيونغجونغ والملك تايجونغ ، ووصل إلى قمته في عهد الملك العظيم سيجونغ , وقد تم تنظيم العديد من الاحتفالات الرسمية والمراسم والطقوس المتنوعة مثل مراسم التتويج وحفلات استقبال الضيوف والمبعوثين الأجانب داخل القصر، ووقتها جرى بناء وتشيد الكثير من المباني الإضافية والملاحق . ورغم بناء قصور أخرى بعد ذلك بما فيهم قصر تشانغديوك (창덕) - القصر الملكي الثاني - إلا أن الجميع كانوا دوماً متفقين على أن قصر كيونغ بوك هو الأصل والقلب النابض لمملكة جوسون .

## موته
مات الملك تايجو في 24 مايو 1408 في قصر تشانغديوك ودفن في مقبرة گونووننيونگ بمدينة غوري .

## الأسرة

### الأقارب
- الأب : إي جاتشن.[2]
- الأم : الملكة ويهي من عشيرة يونگهيونگ تشوي (의혜왕후 최씨).[3][4]
- الإخوة :
  - الأمير العظيم وانبنغ (완풍대군 | 完豊大君) .
  - الأمير العظيم ويآن (의안대군 이화 | 義安大君 李和) .
- الأخوات :
  - الأميرة جونغهوا (정화공주 | 貞和公主) .

### العائلة
- الزوجات والأبناء :

1. الملكة شني من عشيرة هان (신의왕후 한씨) (سبتمبر 1337 - 12 سبتمبر 1391):[5][6]
  1. إي بانغوو , الأمير العظيم جنآن , (이방우 진안대군) , (ولد في 1354 ومات في 1393) .
  2. إي بانغوا , الأمير العظيم يونغآن , (이방과 영안대군) , (ولد في 1357 ومات في 1419) .
  3. إي بانغ أي , الأمير العظيم إغآن , (이방의 익안대군) , (ولد في 1360 ومات في 1404) .
  4. إي بانغان , الأمير العظيم هويآن , (이방간 회안대군) , (ولد في 1364 ومات في 1421) .
  5. إي بانغ وون , الأمير العظيم جونغآن , (이방원 정안대군) , (ولد في 1367 ومات في 1422) .
  6. إي بانغ يون , الأمير العظيم دوغآن (이방연 덕안대군) .
  7. الأميرة غيونغشن (경신공주) , الابنة الأولى.[7]
  8. الأميرة غيونغسون (경선공주) , الابنة الثانية.[8]
2. الملكة شيندوك من عشيرة كانغ (14 يونيو 1356 - 13 أغسطس 1396):[9][10]
  1. إي بانغ بون , الأمير العظيم موآن , (이방번 무안대군) , (ولد في 1381 ومات في 1398).
  2. إي بانغ سوك , الأمير العظيم ويآن , (이방석 의안대군) , (ولد في 1382 ومات في 1398).
  3. الأميرة غيونغسن , (경순공주).[11]
3. الأميرة سونغ من عشيرة وون (성비 원씨) (؟ - 29 ديسمبر 1449) , بلا أبناء.
4. الأميرة جونغيونغ من عشيرة يو (정경궁주 유씨) , بلا أبناء .
5. الأميرة هواي من عشيرة كم (화의옹주 김씨) , (؟ - 1428) :
  1. الأميرة سكشن (숙신옹주) , (؟ - 1453).[12]
6. تشاندوك من عشيرة جو (찬덕 주씨 | 贊德 周氏) :
  1. الأميرة ويريونغ , (의령옹주) , الابنة الوحيدة .[13]

## اسمه الكامل بعد الوفاة
- تايجو گانگهون جين گيُن أنگتشون جوتونگ گوانگهُن يونگميونگ سونگمُن شِنْمُ جونگي گوانگدوك گو إمبراطور كوريا.
- 태조강헌지인계운응천조통광훈영명성문신무정의광덕고황제
- 太祖 康獻至仁啓運應天肇通光勳永命聖文神武正義光德高皇帝